# Peter Schwinghammer
Peter Schwinghammer (* 2. September 1960) ist ein ehemaliger deutscher Skispringer.
Schwinghammer sprang sein erstes internationales Springen zur Vierschanzentournee 1977/78. Bereits im ersten Springen in Oberstdorf schaffte er mit Platz 18 den Sprung unter die Top 20. Dies blieb bis 1981 seine höchste Einzelplatzierung. Am 30. Dezember 1979 startete er erstmals im neu geschaffenen Skisprung-Weltcup. Ein Jahr später erreichte er in Oberstdorf mit dem 10. Platz seine ersten Weltcup-Punkte. Am 23. Januar 1982 sprang er in seinem einzigen Weltcup-Springen außerhalb der Vierschanzentournee in Thunder Bay auf den 11. Platz und konnte so die Saison am Ende auf dem 42. Platz der Gesamtwertung beenden. Seinen letzten Weltcup sprang Schwinghammer am 1. Januar 1984 in Garmisch-Partenkirchen. 